# Morris William Travers

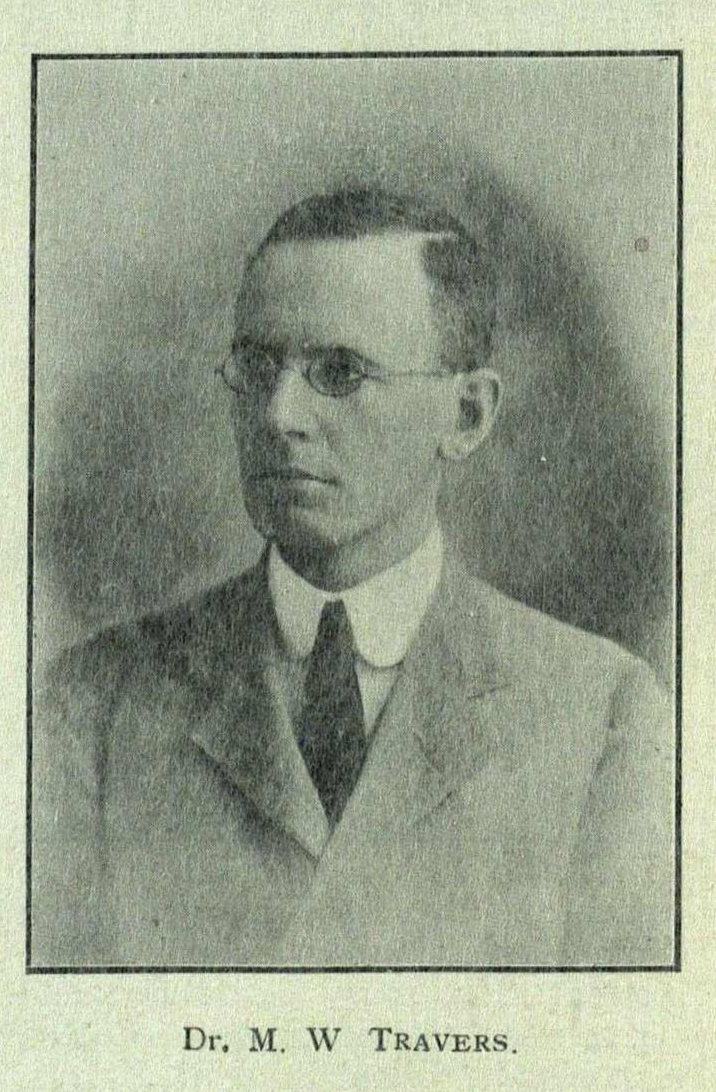
Morris William Travers

Morris William Travers (Londen, 24 januari 1872 - Stroud, 25 augustus 1961) was een Engelse scheikundige werkzaam aan het University College in Londen.

## Carrière
- Vanaf 1898 assistent-hoogleraar aan de University College in Londen.
- In 1904 werd hij hoogleraar scheikunde aan het University College in Bristol.
- Van 1907 tot 1914 was hij directeur van het Indian Institute of Science in Bangalore.
- Van 1914 tot 1919 was hij directeur van Duroglass Ltd.
- In 1922 werd hij gekozen tot president van de Society of Glass Technology.
- Van 1927 tot 1937 was hij honorary professor en Nash Lecturer aan de universiteit van Bristol. Hij was tevens president van de Franse Chemische Vereniging en inrichter van de scheikundeafdeling van het Palais de la Découverte.

## Ontdekkingen
Hij deed veel onderzoek naar reacties tussen gassen, heterogene reacties en de glastechnologie. Tussen 1894 en 1908 ontdekte hij, samen met William Ramsay, de edelgassen neon, krypton en xenon in lucht. Deze ontdekking lukte met behulp van gefractioneerde destillatie van vloeibare lucht.